# گوچرلی (دینار)
گوچرلی (به ترکی استانبولی: Göçerli) یک منطقهٔ مسکونی در ترکیه است که در دینار (شهر) واقع شده‌است.